# Mida (Sänger)
Mida (* 1999 als Christian Mida in Caracas, Venezuela) ist ein italienischer Popsänger und Rapper.

## Werdegang
Mida wurde als Sohn einer Venezolanerin und eines Italieners in Caracas geboren und wuchs zunächst in Südamerika auf, wo er bereits mit der Musik in Berührung kam. Später zog er nach Mailand, wo er im Alter von elf Jahren erste Erfahrungen im Freestyle-Rap sammelte. Ab 2015 veröffentlichte er erste eigene Songs und im Alter von 16 Jahren wurde er beim Label Blocco Recordz von Emis Killa unter Vertrag genommen. 2017 trat er als Opening Act von Emis Killa auf. Mitte 2018 kam Midas Karriere nach Problemen mit seinem Label vorläufig zum Erliegen.
2020 kehrte Mida mit neuer Musik zurück und veröffentlichte nun regelmäßig neue Songs. Besonders erfolgreich war 2021 das Lied Ricordarmi di scordarti. Außerdem arbeitete er mit den Rappern Nicola Siciliano und Olly zusammen. Im Wettbewerb Sanremo Giovani 2022 präsentierte er das Lied Malditè, konnte sich jedoch nicht für die Teilnahme am Sanremo-Festival 2023 qualifizieren. Ab 2023 nahm er schließlich an der Castingshow Amici di Maria De Filippi teil, wo er mit dem Lied Rossofuoco auf sich aufmerksam machen konnte. 2024 veröffentlichte er seine erste EP Il sole dentro.

## Diskografie

### EPs
| Jahr | Titel Musiklabel       | Höchstplatzierung, Gesamtwochen, AuszeichnungChartsChartplatzierungen (Jahr, Titel, Musiklabel, Platzierungen, Wochen, Auszeichnungen, Anmerkungen) | Anmerkungen                        |
| Jahr | Titel Musiklabel       | IT | Anmerkungen                        |
| ---- | ---------------------- | --- | ---------------------------------- |
| 2024 | Il sole dentro Believe | IT9 (12 Wo.)IT | Erstveröffentlichung: 17. Mai 2024 |

### Singles (Auswahl)
| Jahr | Titel Album               | Höchstplatzierung, Gesamtwochen, AuszeichnungChartsChartplatzierungen (Jahr, Titel, Album, Platzierungen, Wochen, Auszeichnungen, Anmerkungen) | Anmerkungen                                                                         |
| Jahr | Titel Album               | IT | Anmerkungen                                                                         |
| ---- | ------------------------- | --- | ----------------------------------------------------------------------------------- |
| 2021 | Ricordarmi di scordarti – | IT— PlatinIT | mit Lax Erstveröffentlichung: 16. Juli 2021 Verkäufe: + 100.000                     |
| 2023 | Rossofuoco Il sole dentro | IT2 ×2Doppelplatin · (32 Wo.)IT | Erstveröffentlichung: 7. November 2023 Verkäufe: + 200.000                          |
| 2024 | Fight club Il sole dentro | IT79 (1 Wo.)IT | Erstveröffentlichung: 5. März 2024                                                  |
| 2024 | Que pasa Il sole dentro   | IT69 (4 Wo.)IT | Erstveröffentlichung: 30. April 2024                                                |
| 2024 | Bacio di giuda –          | IT14 Platin · (15 Wo.)IT | Erstveröffentlichung: 13. Juni 2024 Ava feat. Mida & Villabanks Verkäufe: + 100.000 |
| 2025 | Popolare –                | IT83 (2 Wo.)IT | Erstveröffentlichung: 23. Mai 2025 mit Michele Bravi                                |

## Belege
1. ↑  Chi è Mida: tutto sulla vita del rapper. Red Bull, 14. Dezember 2022, abgerufen am 11. Oktober 2024 (italienisch).
2. ↑  Mida: biografia, discografia e contatti ufficiali. In: Boh Magazine. Abgerufen am 11. Oktober 2024 (italienisch).
3. ↑  “Il Sole dentro” è il primo EP di MIDA, fuori dal 17 maggio 2024. In: All Music Italia. 13. Mai 2024, abgerufen am 11. Oktober 2024 (italienisch).
4. ↑  Alben von Mida. In: Italiancharts.com. Hung Medien, abgerufen am 11. Oktober 2024 (italienisch).
5. ↑  Archivio classifiche Top Singoli. FIMI, abgerufen am 11. Oktober 2024 (italienisch).
6. 1 2 3  Certificazioni. FIMI, abgerufen am 11. Oktober 2024 (italienisch).

| Personendaten    | Personendaten                      |
| ---------------- | ---------------------------------- |
| NAME             | Mida                               |
| ALTERNATIVNAMEN  | Mida, Christian (Geburtsname)      |
| KURZBESCHREIBUNG | italienischer Popsänger und Rapper |
| GEBURTSDATUM     | 1999                               |
| GEBURTSORT       | Caracas, Venezuela                 |